# Căbești, Bihor
Căbești este satul de reședință al comunei cu același nume din județul Bihor, Crișana, România.
Datorită predominării suprafeței împădurite principala caracteristică economică a localnicilor legat de ocupație este agricultura și exploatarea forestieră.
Mica industrie este slab dezvoltată fiind reprezentată prin două gatere și trei ateliere de tâmplărie.
Activitatea comercială se desfășoară prin unitățile Cooperativei de Consum și încă cinci societăți comerciale de tip ABC.

## Istorie

### Atestare documentară
- Prima informație scrisă despre satul Căbești descoperită până în prezent datează din secolul al XVI-lea, mai exact din anul 1552. Cu siguranță că satul a existat cu mult înainte, Valea Roșiei fiind locuită încă din Neolitic, dovadă stând descoperirile din peșterile Meziad si Roșia.

Denumirea se presupune că provine de la un fruntaș al satului cu numele Caba.
- De-a lungul timpului, satul apare sub mai multe denumiri, și anume: la 1552 –Kabafalva, 1692- Kaba Falva, in 1828 și 1851 –Kebesd, 1900- Kabesd, 1913-Biharkaba și Biharraba. Acest fapt arată faptul că localităților românești, stăpânirile străine au încercat să le schimbe numele.

- Sigiliul satului Căbești din secolul al XVI-lea, pe care este reprezentat un brăzdar, oglindește ocupația de bază a căbeștenilor, cultivarea plantelor și creșterea animalelor. [2]

### Secolul XVI
În contextul în care habsburgii au ocupat Bihorul, în anul 1552 a fost întocmită o conscriere a porților. În acest document apare menționat și satul Căbești dar și o parte din voievozii români. Astfel este pomenit voievodul Ștefan de Căbești(Ștephany Voyvodae de Kabafalva) care deținea 20 de porți. 
Tot in secolul al -XVI-lea mai este pomenit și voievodul român Ioan care avea în stăpânire o parte din Căbești. Voievozii  enumerați mai sus aveau atribuții militare, judecătorești și administrative în teritoriile pe care le stăpâneau. 

### Secolul XVIII
- Din Conscrierea domeniului de Beiuș,din anul 1721 reiese că satul Căbești făcea parte din șpanatul lui Ioan Ciunea împreună cu alte 25 de sate. [4]

Judele satului Căbești era Petru Lup. Conscrierea mai menționează 11 familii în care se aflau 17 frați “într-o pâine“  din care 3 jeleri Ioan Bunta, Pișta Ioan, Bucur Teodor și 7 iobagi. Satul avea în posesie 7 sesii, 39 de  pogoane teren arabil, pentru fânațe 26 de cosași, 18 boi, 19 vaci, 9 cai, 44 porci, 1 cazan fiert țuică și 1 moară de apă. 
- Găsim menționate și îndatoririle pe care sătenii le aveau față de stăpânul feudal care era Episcopia Romano-Catolică, și care la mijlocul secolului al XVIII au fost drastic sporite. Țăranii români au alcătuit numeroase memorii în care și-au plâns suferințele. Un astfel de memoriu care urma să fie trimis împărătesei Maria Tereza a fost alcătuit și într-o adunare din satul Căbești.

Obligațiile căbeștenilor față de stăpânul de pământ au fost foarte mari: censul( impozitul) anual de 68 florini plătit în două rate la Sfântul Gheorghe și Sfântul Mihail, la care se adăuga taxa anuală de răscumpărare a dijmei din produse și a muncilor agricole de 70 florini renani, 4 florini pentru prețul pieilor de vulpe și jderi precum si 70 florini pentru dijma din porci. De asemenea erau  obligați să presteze munci auxiliare la fierăria din Vașcău unde trebuia sa extragă 955 de mănji de cărbune pe an în  1733, iar zece ani mai târziu 955 mănji/an. 
- Anul 1780 a adus districtului Beiuș un nou stăpân, Episcopia Greco-Catolică de Oradea. Districtul era format din 4 șpanate (Beiuș, Holod, Finiș, Buntești), deținea un târg și 73 de sate printre care și satul Căbești. Această schimbare nu a adus nici o schimbare in ceea ce privește prestarea obligațiilor feudale.

- Prima școală din Căbești împreună cu alte 14 înființate în anul 1788. Împăratul Iosif al –II-lea a cerut înființarea de școli în toate comunele ortodoxe din Bihor. [5]

In anul 1793  la școala din Căbești erau înscriși un număr de 34 de copii din care  frecventau 21. Școala era întreținută de săteni . 

### Secolul XIX
Vremuri vitrege aveau să trăiască locuitorii satului  și la începutul secolului al XIX când au avut de îndurat foametea din anii 1813-1814. O adnotare de pe unul din manuscrisele  descoperite în Parohia Căbești face referire la această perioadă “la fel se trăia și se murea de foame în Bihor, locuitorii mâncau cioci de cucuruz ( coceni de porumb), iar câbla de grâu ajunsese în acele părți cu 100 de zloți.“  
În această perioadă, o mare parte din săteni, și-au câștigat existența în locurile de câmpie. Iobagii mergeau pentru a-și câștiga banii atât de necesari acoperirii taxelor fiscale și răscumpărării redevențelor feudale. 
În recensământul anului 1880 sunt menționate 190 de case în care au locuit 1001 de suflete din care: 525 femei si 476 bărbați. Dintre aceștia 98 erau ortodocși și 6 evrei.

### Secolul XX
Recensământul din 1900 consemnează următoarele informații: 
   - 1168 locuitori, din care 576 bărbați și 592 femei. 
    -locuitori care știau scrie și citi românește -31
    - locuitori care știau scrie și citi ungurește -44
Numărul mai mare de cunoscători ai limbii maghiare atestă faptul că statul maghiar a acordat o mai mare importanță școlii maghiare în detrimentul celor românești. 
Casele erau construite din lemn și acoperite cu trestie sau paie.
În anul 1900 Căbeștiul avea  o suprafață de 3071 iugăre, 241 case, o populație de 1168 locuitori. Dintre aceștia 1086 erau români, 30 maghiari și 5 slovaci. 
În ceea ce privește confesiunea, ortodocși erau 1116, romano-catolici 17, reformați 7 și evrei 17

## Flora, fauna și solurile
Fauna este compusă în principal din: căprioare, fazani, iepuri, mistreț, lup și vulpe.
Vegetația este compusă în proporție de 60% din foioase și 40% din conifere.
Principalele tipuri de soluri prezente pe teritoriul comunei sunt: podzolic, argilos și brun roșcat de pădure.

## Instituții
Pe teritoriul localității sunt prezente următoarele instituții :
- Primăria comunei Căbești
- Școala cu clasele I – VIII
- Grădinița cu program normal
- Dispensarul veterinar
- Cabinet medical individual
- Postul de Poliție
- Căminul cultural
- Biserica Ortodoxă
- Biserica Penticostală
- Biserica Baptistă
- Oficiul Poștal
- Filiala Banca Credit

## Sport
- Echipa locală, Gloria Căbești, evoluează în Liga a V-a de fotbal, sezonul 2008-2009.
- Stadionul unde echipa locală joacă meciurile de acasă este poreclit groapa cu lei de către suporteri.

## Galerie de imagini

Poziția comunei Căbești în cadrul județului
Căbești văzut de pe un deal din Josani
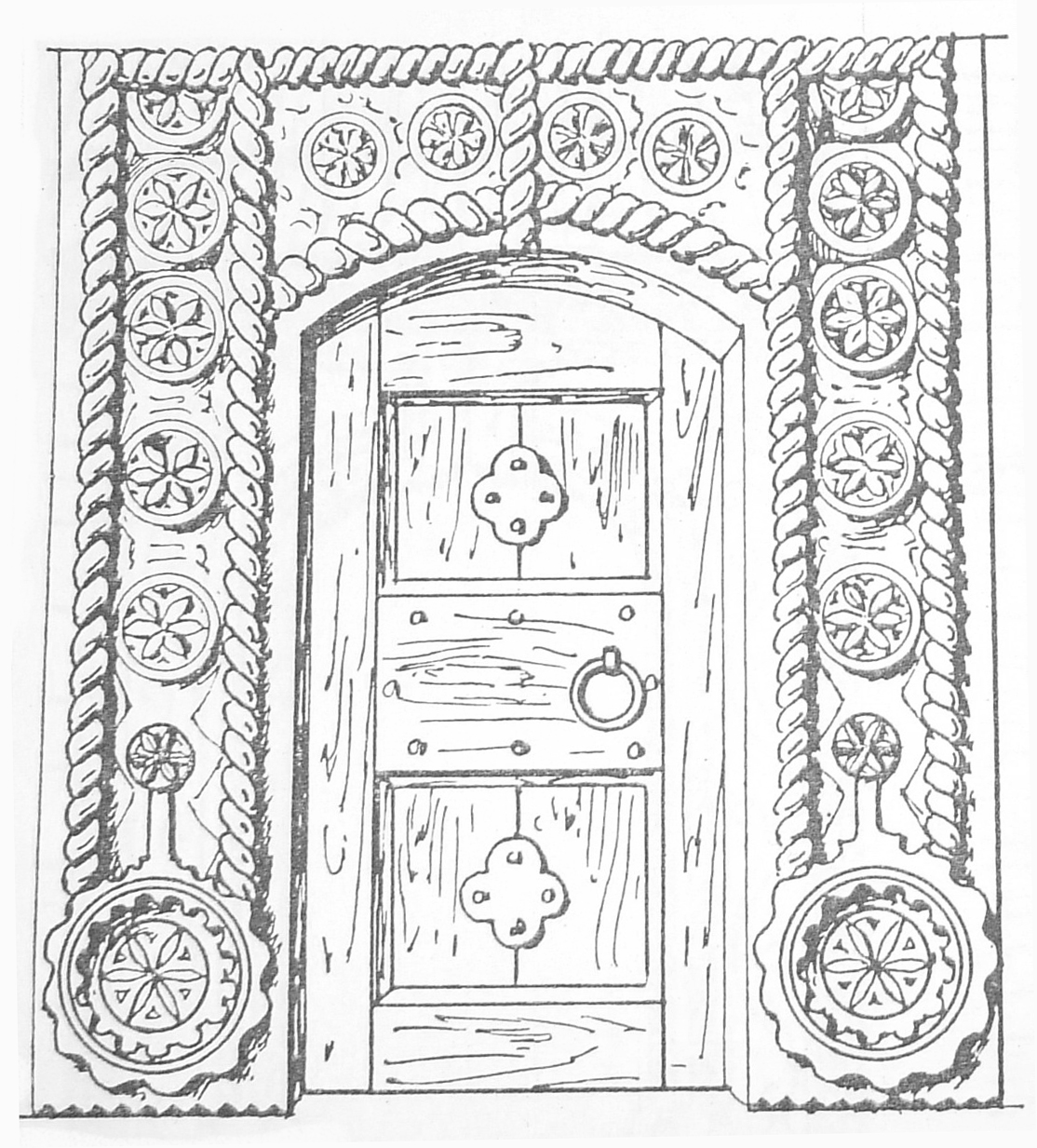
Portalul bisericii de lemn dispărute (imagine de arhivă)
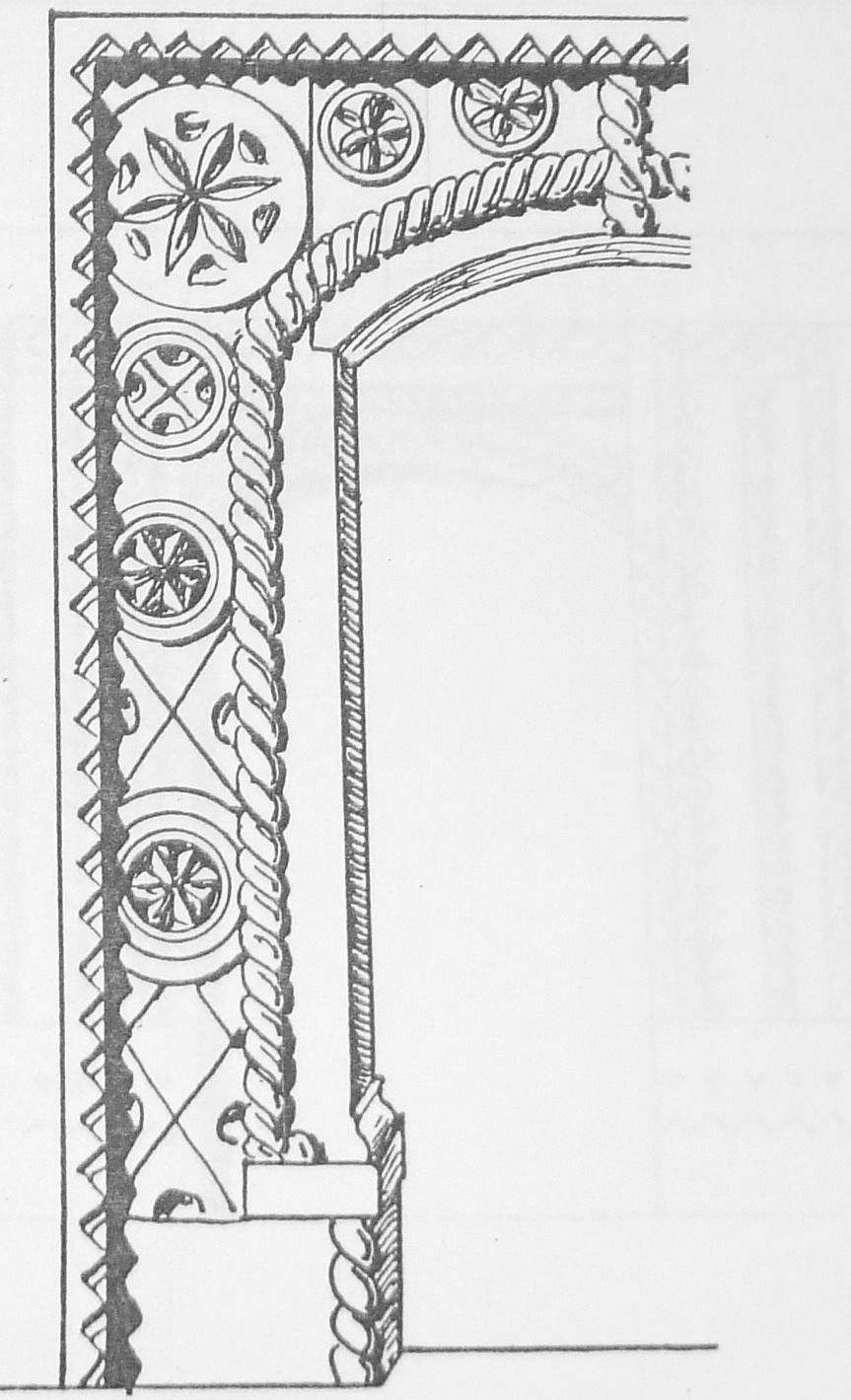
Portalul interior al bisericii de lemn dispărute (detaliu)